# Xysticus pynurus
Xysticus pynurus là một loài nhện trong họ Thomisidae.
Loài này thuộc chi Xysticus. Xysticus pynurus được Benoy Krishna Tikader miêu tả năm 1968.